# Izvoarele, Olt
Izvoarele là một xã thuộc hạt Olt, România. Dân số thời điểm năm 2002 là 3868 người.